# Porto flip
Il Porto flip è un cocktail ufficiale della International Bartenders Association, (IBA) a base di vino Porto.

## Composizione
- 1.5 cl di brandy
- 4.5 cl di vino Porto
- 1 cl di tuorlo d'uovo

## Preparazione
Si prepara mettendo nello shaker tutti gli ingredienti con aggiunta di ghiaccio. Va servito nella coppetta da cocktail.